# Norris Cochran

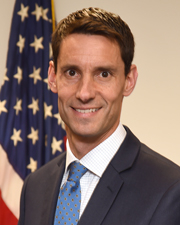
Norris Cochran (2017)

Norris W. Cochran (* 9. Juni 1970) ist ein US-amerikanischer Beamter. Er war vom 20. Januar 2021 bis zum 19. März 2021 kommissarischer Gesundheitsminister der Vereinigten Staaten im Kabinett Biden.

## Werdegang
Norris W. Cochran erwarb einen Bachelor of Arts an der University of California, Santa Barbara und dann einen Master of Public Administration an der University of Texas at Austin.
Im Jahr 1996 begann Cochran für das Centers for Disease Control and Prevention (CDC) in Georgia zu arbeiten. Als CDC-Mitarbeiter saß er in den Jahren 2000 und 2001 im House Committee on Appropriations. Von 2001 bis 2006 arbeitete er in der Health Division im Office of Management and Budget. Am 5. Februar 2006 trat er eine Anstellung im Gesundheitsministerium der Vereinigten Staaten (HHS) an und zwar im Senior Executive Service. Als Direktor im Office of Budget hatte er die Leitung über 95 Mitarbeiter in vier Abteilungen. In seinen Aufgabenbereich fielen die Aufstellung des Budgets, der Haushaltsvollzug und die Haushaltspolitik, sowie die Zusammenarbeit mit den Betriebs- und Personalabteilungen des Ministeriums. Als HHS Chief Performance Officer unterstützte er dann den Assistant Secretary for Financial Resources. Cochran bekleidet gegenwärtig den Posten als Deputy Assistant Secretary for Budget. Bis zum Amtsantritt von Tom Price fungierte er vom 20. Januar bis zum 10. Februar 2017 als kommissarischer Gesundheitsminister der Vereinigten Staaten.
Am Tag der Amtseinführung des neu gewählten Präsidenten Donald Trump (20. Januar 2017) verschickte Cochran auf Weisung der neuen Administration eine Dienstanweisung, in der er Mitarbeitern des Gesundheitsministeriums einstweilig untersagte, mit gewählten Amtsträgern wie Kongressabgeordneten und Gouverneuren über aktuelle Verordnungen und Gesetzesentwürfe zu kommunizieren. Politiker der demokratischen Partei sahen darin einen Akt der politischen Zensur – die Dienstanweisung vermittle den Eindruck, dass die Trump-Administration versuche, Whistleblower mundtot zu machen. In der Folge sah sich Cochran veranlasst, in einer weiteren Mitteilung an seine Mitarbeiter deren gesetzmäßigen Rechte auf Kommunikation mit Kongressabgeordneten zu bekräftigen.
Nach der Amtseinführung von Joe Biden zum neuen US-Präsidenten am 20. Januar 2021 wurde er erneut kommissarischer Gesundheitsminister. Am 19. März 2021 wurde Xavier Becerra sein Nachfolger.

## Ehrungen
- 2010: Meritorious Presidential Rank Award